# Доња Топоница (Прокупље)
Доња Топоница је насељено место града Прокупља у Топличком округу. Према попису из 2022. било је 228 становника (према попису из 1991. било је 390 становника).

## Демографија
У насељу Доња Топоница живи 296 пунолетних становника, а просечна старост становништва износи 46,7 година (44,0 код мушкараца и 48,9 код жена). У насељу има 133 домаћинства, а просечан број чланова по домаћинству је 2,65.
Ово насеље је великим делом насељено Србима (према попису из 2002. године), а у последња три пописа, примећен је пад у броју становника.
|  |

| Демографија | Демографија | Демографија |
| Година      | Становника  | Становника  |
| ----------- | ----------- | ----------- |
| 1948.       | 726         |             |
| 1953.       | 749         |             |
| 1961.       | 665         |             |
| 1971.       | 539         |             |
| 1981.       | 488         |             |
| 1991.       | 390         | 369         |
| 2002.       | 352         | 378         |

| Етнички састав према попису из 2002.‍ | Етнички састав према попису из 2002.‍ | Етнички састав према попису из 2002.‍ | Етнички састав према попису из 2002.‍ | Етнички састав према попису из 2002.‍ |
| ------------------------------------ | ------------------------------------ | ------------------------------------ | ------------------------------------ | ------------------------------------ |
|                                      |                                      |                                      |                                      |                                      |
| Срби                                 | Срби                                 |                                      | 347                                  | 98,57%                               |
| Црногорци                            | Црногорци                            |                                      | 1                                    | 0,28%                                |
| Словенци                             | Словенци                             |                                      | 1                                    | 0,28%                                |
| непознато                            | непознато                            |                                      | 3                                    | 0,85%                                |

| Година пописа     | 1948. | 1953. | 1961. | 1971. | 1981. | 1991. | 2002. |
| ----------------- | ----- | ----- | ----- | ----- | ----- | ----- | ----- |
| Број домаћинстава | 123   | 135   | 152   | 148   | 157   | 128   | 133   |

| Број чланова      | 1  | 2  | 3  | 4  | 5 | 6 | 7 | 8 | 9 | 10 и више | Просек |
| ----------------- | -- | -- | -- | -- | - | - | - | - | - | --------- | ------ |
| Број домаћинстава | 37 | 41 | 16 | 21 | 8 | 9 | 1 | 0 | 0 | 0         | 2,65   |

| Пол    | Укупно | Неожењен/Неудата | Ожењен/Удата | Удовац/Удовица | Разведен/Разведена | Непознато |
| ------ | ------ | ---------------- | ------------ | -------------- | ------------------ | --------- |
| Мушки  | 136    | 29               | 97           | 9              | 1                  | 0         |
| Женски | 169    | 26               | 98           | 42             | 3                  | 0         |
| УКУПНО | 305    | 55               | 195          | 51             | 4                  | 0         |

| Пол    | Укупно                    | Пољопривреда, лов и шумарство | Рибарство                            | Вађење руде и камена | Прерађивачка индустрија       |
| ------ | ------------------------- | ----------------------------- | ------------------------------------ | -------------------- | ----------------------------- |
| Мушки  | 58                        | 6                             | 0                                    | 0                    | 28                            |
| Женски | 23                        | 5                             | 0                                    | 0                    | 9                             |
| УКУПНО | 81                        | 11                            | 0                                    | 0                    | 37                            |
| Пол    | Производња и снабдевање   | Грађевинарство                | Трговина                             | Хотели и ресторани   | Саобраћај, складиштење и везе |
| Мушки  | 1                         | 5                             | 2                                    | 1                    | 4                             |
| Женски | 0                         | 0                             | 2                                    | 0                    | 1                             |
| УКУПНО | 1                         | 5                             | 4                                    | 1                    | 5                             |
| Пол    | Финансијско посредовање   | Некретнине                    | Државна управа и одбрана             | Образовање           | Здравствени и социјални рад   |
| Мушки  | 0                         | 1                             | 7                                    | 2                    | 0                             |
| Женски | 0                         | 0                             | 0                                    | 1                    | 2                             |
| УКУПНО | 0                         | 1                             | 7                                    | 3                    | 2                             |
| Пол    | Остале услужне активности | Приватна домаћинства          | Екстериторијалне организације и тела | Непознато            | Непознато                     |
| Мушки  | 0                         | 0                             | 0                                    | 1                    | 1                             |
| Женски | 0                         | 0                             | 0                                    | 3                    | 3                             |
| УКУПНО | 0                         | 0                             | 0                                    | 4                    | 4                             |